# Écoulement de Hiemenz

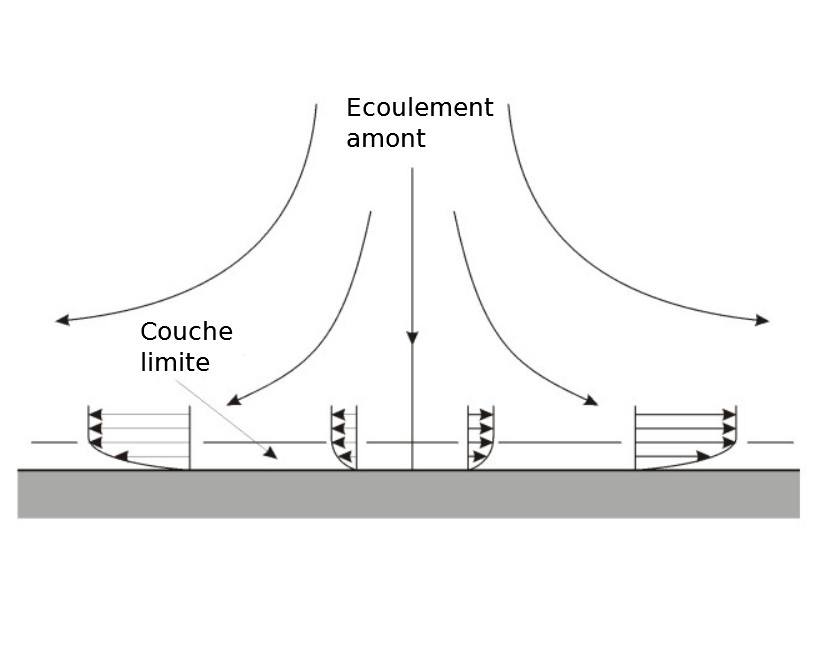
Écoulement en point d'arrêt.

L'écoulement de Hiemenz est un écoulement potentiel de point d'arrêt en symétrie plane dont la solution est analytique au sens où elle se ramène à la résolution d'une simple équation différentielle. Il a été décrit par Karl Hiemenz dans sa thèse à l'université de Göttingen en 1911 et a été étendu au cas de la symétrie de révolution par Fritz Homann en 1936.

## Solution de Hiemenz

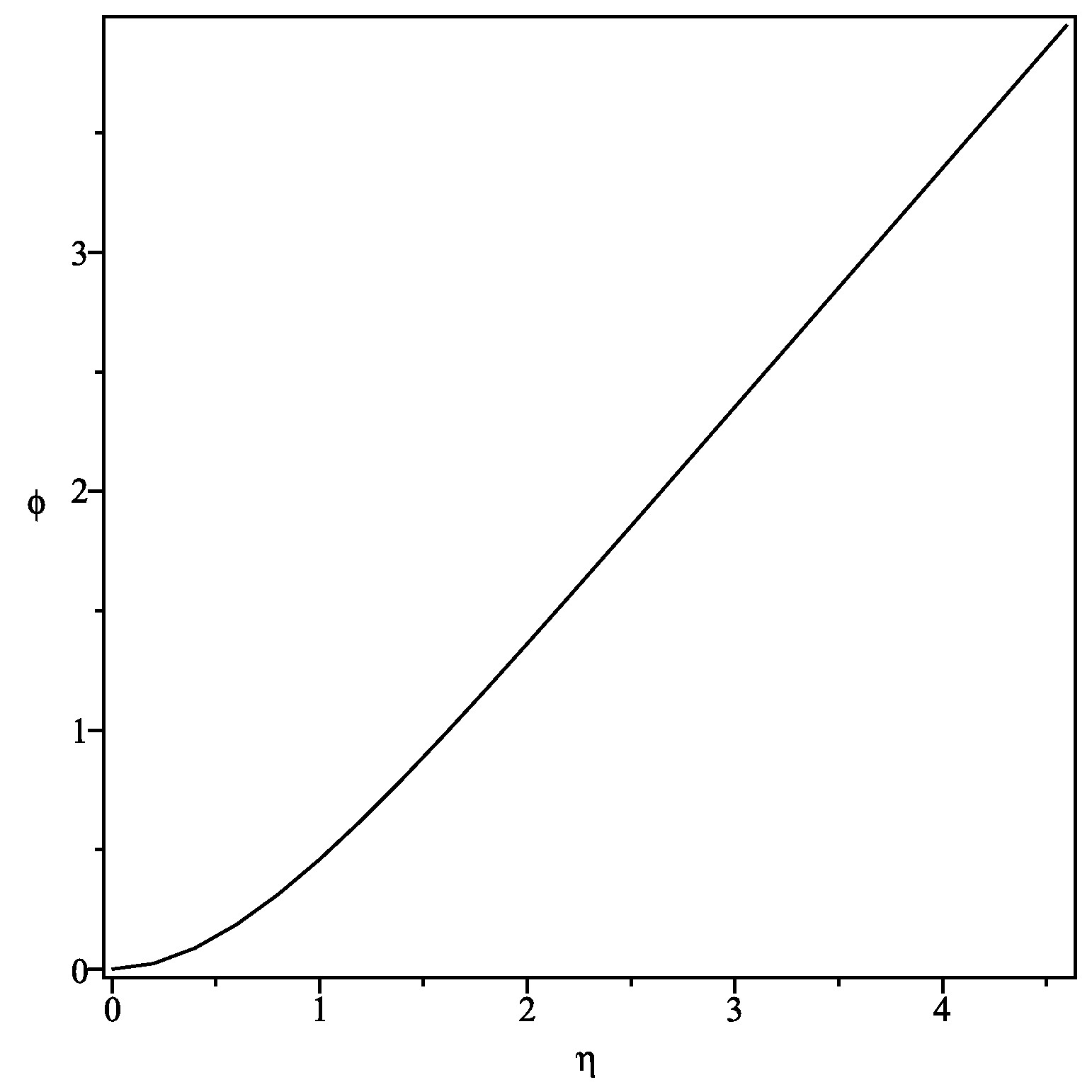
Écoulement de point d'arrêt plan. Fonction

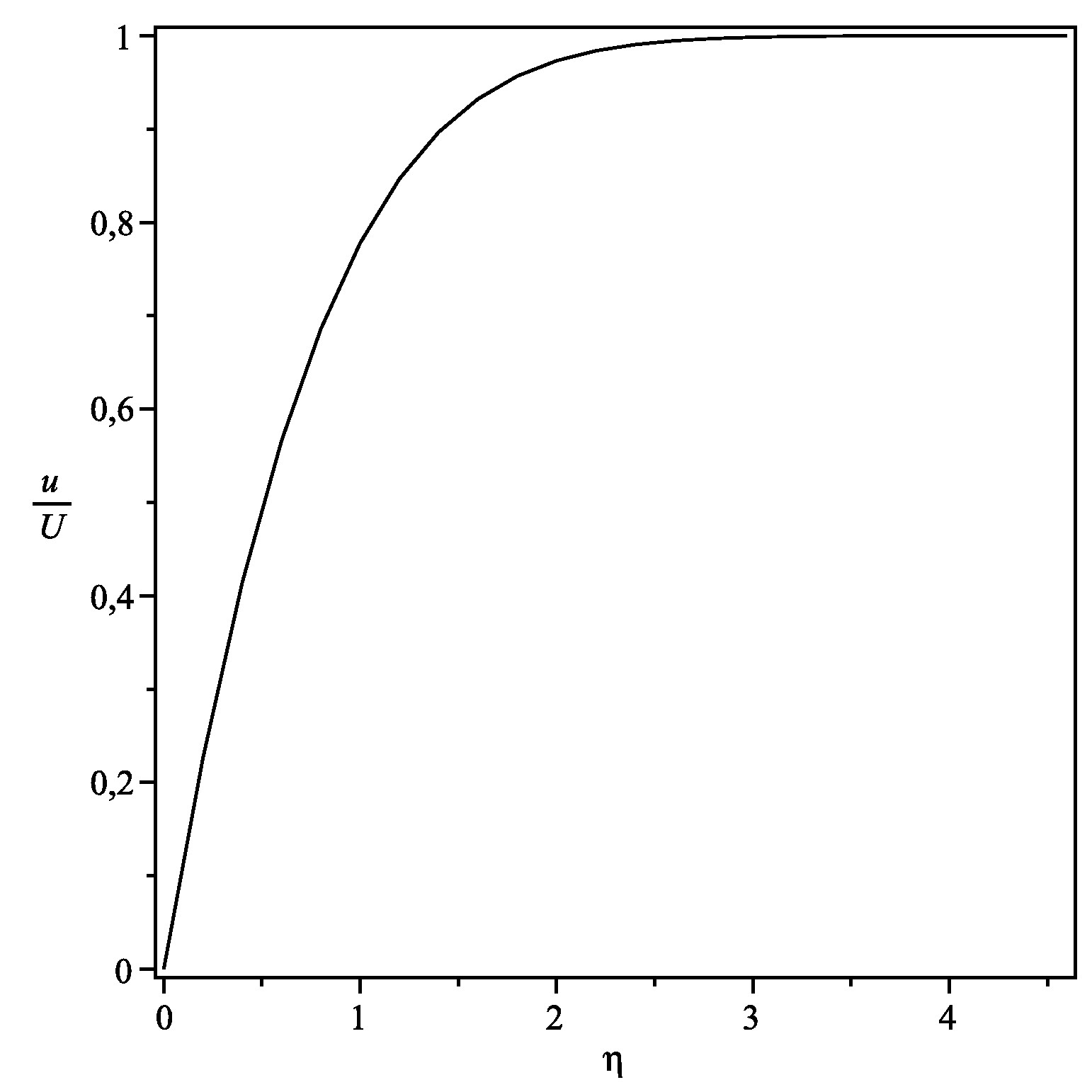
Écoulement de point d'arrêt plan : profil de vitesse.

Le problème posé est celui d'un écoulement irrotationnel impactant un cylindre perpendiculairement à celui-ci. Le potentiel est {\displaystyle \textstyle \psi =axz}, {\displaystyle \textstyle z} étant l'axe portant l'écoulement amont. Les composantes de la vitesse dans le milieu amont sont :
{\displaystyle U=ax\,,\quad V=-az}
Si {\displaystyle \textstyle p_{0}} est la pression au point d'arrêt, la pression en tout point est donnée par la conservation de quantité de mouvement :
{\displaystyle p_{0}-p={\frac {1}{2}}\rho \,(U^{2}+V^{2})={\frac {1}{2}}\rho \,a^{2}(x^{2}+z^{2})}
Au voisinage de la paroi il apparaît une couche limite et la solution générale est recherchée sous la forme suivante :
{\displaystyle u=xf'(z)\,,\quad v=-f(z)\,,\quad p_{0}-p={\frac {1}{2}}\rho \,a^{2}(x^{2}+F(z)^{2})}
Ces équations satisfont par construction à l'équation de continuité. La conservation de quantité de mouvement conduit à :
{\displaystyle f'^{2}-ff'=a^{2}+\nu f'''}
{\displaystyle ff'={\frac {1}{2}}a^{2}F'-\nu f''}
où υ est la viscosité cinématique.
Les conditions aux limites sont :
{\displaystyle f(0)=0\,,\quad f'(0)=0\,,\quad F(0)=0\,,\quad \lim \limits _{z\to \infty }{f'}=a}
La première équation est indépendante et peut être transformée en posant :
{\displaystyle \eta =\alpha z\,,\quad f(z)=A\phi (\eta )}
Elle devient :
{\displaystyle \alpha ^{2}A^{2}(\phi '^{2}-\phi \phi '')=a^{2}+\nu A\alpha ^{3}\phi '''}
En posant :
{\displaystyle \alpha ^{2}A^{2}=a^{2}\,,\quad \nu A\alpha ^{3}=a^{2}\quad \Rightarrow \quad \eta ={\sqrt {\frac {a}{\nu }}}z\,,\quad f(z)={\sqrt {a\nu }}\,\phi (\eta )}
Elle devient l'équation adimensionée :
{\displaystyle \phi '''+\phi \phi ''-\phi ^{2}+1=0}
avec les conditions aux limites :
{\displaystyle \phi (0)=0\,,\quad \phi '(0)=0\,,\quad \lim \limits _{\eta \to \infty }{\phi '}=1}
La vitesse relative parallèle à la paroi (dans la « couche limite ») est indépendante de x :
{\displaystyle {\frac {u}{U}}={\frac {1}{a}}f'(z)=\phi '(\eta )}
L'accélération pariétale est {\displaystyle \textstyle \phi ''(0)=1,2326}.
Si l'on prend pour définition de l'épaisseur de couche limite {\displaystyle \textstyle {\frac {u}{U}}=0.99}, l'épaisseur de celle-ci (voir courbe) est donnée par {\displaystyle \textstyle \delta \approx 2.4{\sqrt {\frac {\nu }{a}}}}.

## Généralisations
La méthode a été généralisée à un point d'arrêt axisymétrique, à un jet en incidence et à des parois en mouvement, par exemple un cylindre en rotation. 